# Gonioryctus koae
Gonioryctus koae är en skalbaggsart som beskrevs av Sharp 1908. Gonioryctus koae ingår i släktet Gonioryctus och familjen glansbaggar. Inga underarter finns listade i Catalogue of Life.